# Muluia
La Muluia (AFI: /muˈluja/; in arabo Mulwiyya, in francese Moulouya, in spagnolo Muluya, berbero Melwiyyeṯ), nota già nell'antichità col nome di Molochat, è un fiume del Marocco, che nasce al limite tra l'Alto Atlante e il Medio Atlante nella regione di Almssid vicino a Midelt. È lunga 600 km. Il livello dell'acqua è spesso variabile. Il fiume è utilizzato per l'irrigazione.

## Storia
Durante il periodo coloniale il fiume ha rappresentato il naturale confine orientale del protettorato spagnolo; inoltre il fiume ha anche rappresentato il confine orientale della Repubblica del Rif nel 1920.

## Idrologia
Il fiume occupa una parte del Marocco orientale e si getta nel Mediterraneo nei pressi della città di Sa`īdiyya. La foce si estende su 2700 ettari fino a 20 km dalla città di Berkane. La superficie totale del suo bacino idraulico è di 74 000 km², e la sua funzione principale è quella di raccogliere le acque del Rif orientale e del Medio Atlante ad ovest, nonché dell'Alto Atlante a sud. Lungo il suo corso si trovano 5 sbarramenti (Mohammed V, Machraa Hammadi, Hassan II, Enjil et Arabat).